# R-255 (Rusland)
De R-255 of Sibir (Russisch: Р-255 Сибирь) is een regionale weg in Rusland. De weg loopt van Novosibirsk via Krasnojarsk naar Irkoetsk. De weg is onderdeel van de Trans-Siberische weg tussen Moskou en Vladivostok. De R-255 is 1896 kilometer lang. Tot 2011 heette de weg M-53.

## Verloop
De weg begint waar de R-254 ophoudt, in Novosibirsk, en voert naar het noordoosten. Net buiten Novosibirsk is de aansluiting met een nieuwe snelweg om de stad. De weg gaat ten zuiden van Jurga langs, en gaat daarna dwars door de grote stad Kemerovo. Na de stad gaat het verder richting het noordoosten. Bij Marinsk gaat de weg de rivier de Koer over, en draait naar het oosten.
Na 633 kilometer gaat de weg door Atsjinsk, waar een ringweg is aangelegd. Na de ongelijkvloerse kruising bij het vliegveld van Krasnojarsk verbreedt de weg zich naar een autosnelweg met 2×2 rijstroken. De R-255 gaat via de ringweg van Krasnojarsk met een vijftal ongelijkvloerse kruisingen.
992 kilometer vanaf Novosibirsk gaat de weg via een ring om de stad Kansk heen. De volgende grotere stad is Taysjet, waar ook een rondweg is aangelegd. Bij Oesolje-Sibirskoje komt de weg na 1756 kilometer weer in een wat dichter bevolkt gebied. De rondweg van Angarsk is aangelegd als snelweg met 2x2 rijstroken. Snel hierna gaat de hoofdweg met vier rijstroken de grote stad Irkoetsk in, die het eindpunt van de weg is.